# Миропільська сільська територіальна громада
Миропільська сільська територіальна громада — територіальна громада в Україні, у Сумському районі Сумської області. Адміністративний центр — село Миропілля.
Площа громади — 298,6 км², населення — 4525 мешканців (2018).
Утворена 25 серпня 2016 року шляхом об'єднання Запсільської, Малорибицької, Миропільської і Сіннівської сільських рад Краснопільського району.

## Населені пункти
До складу громади входять 10 сіл: Барилівка, Велика Рибиця, Великий Прикіл, Гнилиця, Грунівка, Запсілля, Мала Рибиця, Миропілля, Олександрія та Сінне.